# 拉瓦雷讷-谢讷维耶尔站
拉瓦雷讷-谢讷维耶尔站（法語：Gare de La Varenne - Chennevières）是一座位于法国巴黎东南郊马恩河谷省圣莫代福塞市的快铁车站，在法兰西岛大区快速铁路A2支线上。

## 历史
拉瓦雷讷－谢讷维耶尔车站的前身是十九世纪巴黎铁路网的巴黎－布里地区马尔勒铁路（文森线）上的一站，自1853年得到拿破仑三世的敕令而开建，于1859年9月22日通车。现在的拉瓦雷讷站是于1969年12月14日开始运行，作为法兰西岛大区快速铁路A2支线：布瓦西圣雷热分支上的一站。站名的前半部分来自一个旧市镇拉瓦雷讷（La Varenne），现隶属于圣莫代福塞；站名的后半部分来自附近的市镇马恩河畔谢讷维耶尔。  

### 乘客流量
据巴黎大众运输公司（RATP）的数据，2011年拉瓦雷讷-谢讷维耶尔站的入站乘客总人次数为1830795人次。

## 车次
拉瓦雷讷-谢讷维耶尔站在正常时段的发车频率是10分钟一班，高峰时期的发车频率是每小时12班次。晚间的发车频率是15分钟一班。

## 换乘路线
拉瓦雷讷-谢讷维耶尔站位于巴黎三环（zone 3），没有与其他地铁、快铁或高铁接轨。车站东侧出口有大型的公交车站，接驳邻近地区的公交车线路：
- RATP公交线路：111 112
- CEAT公交线路：8

## 图集

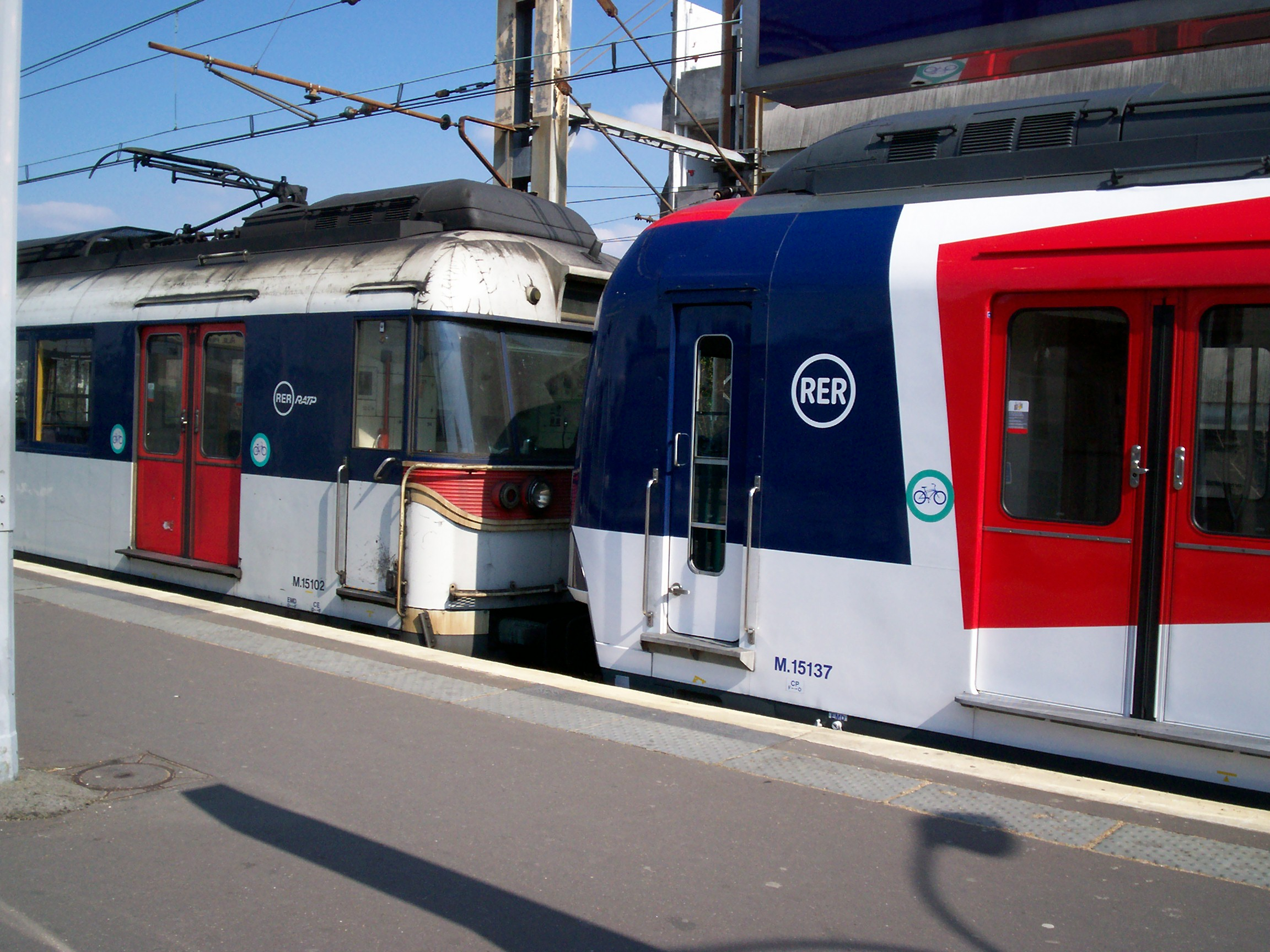
停站的列车(MS 61 A/B 和 MS 61 R).
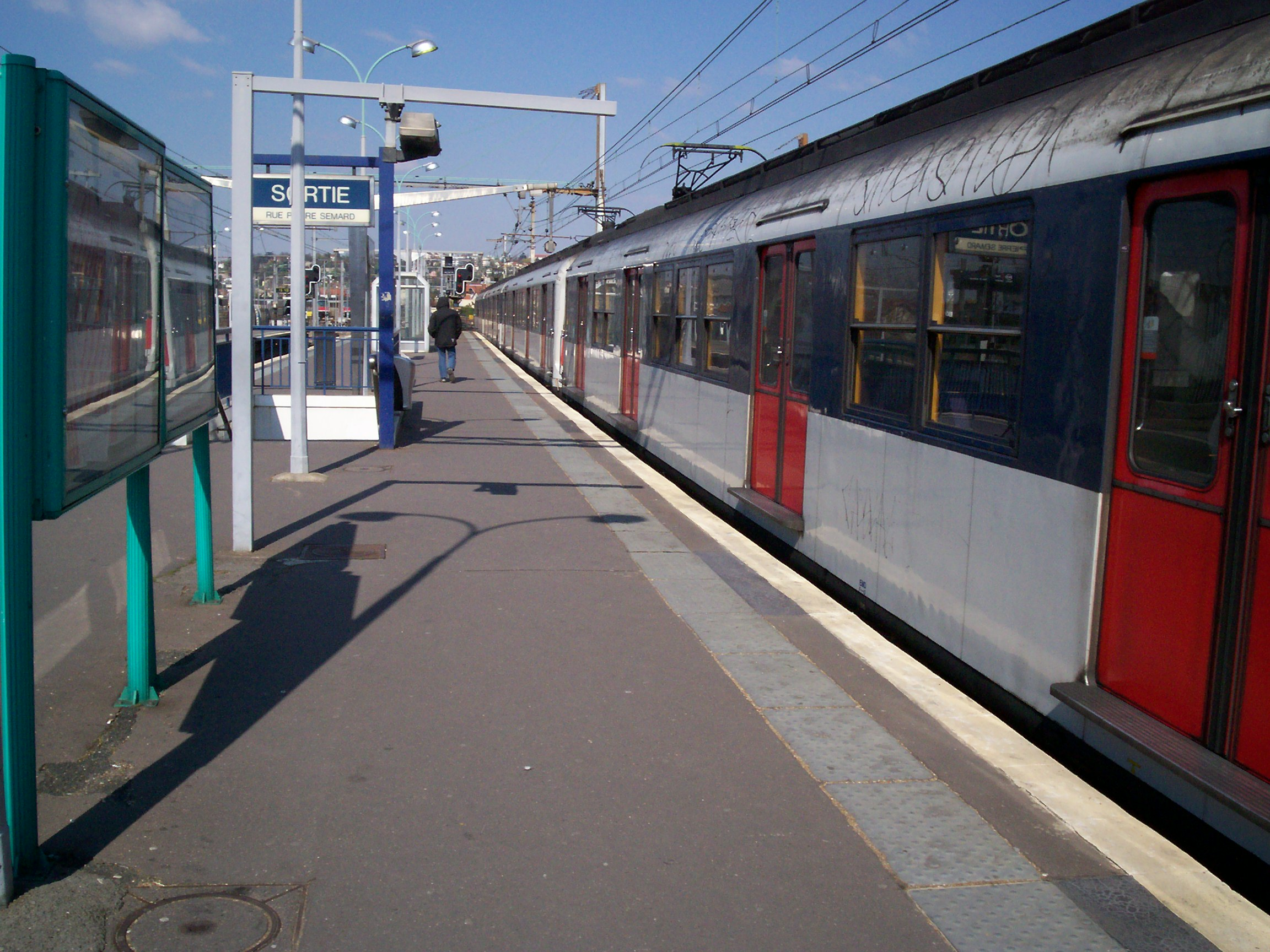
正要离站开往巴黎的列车
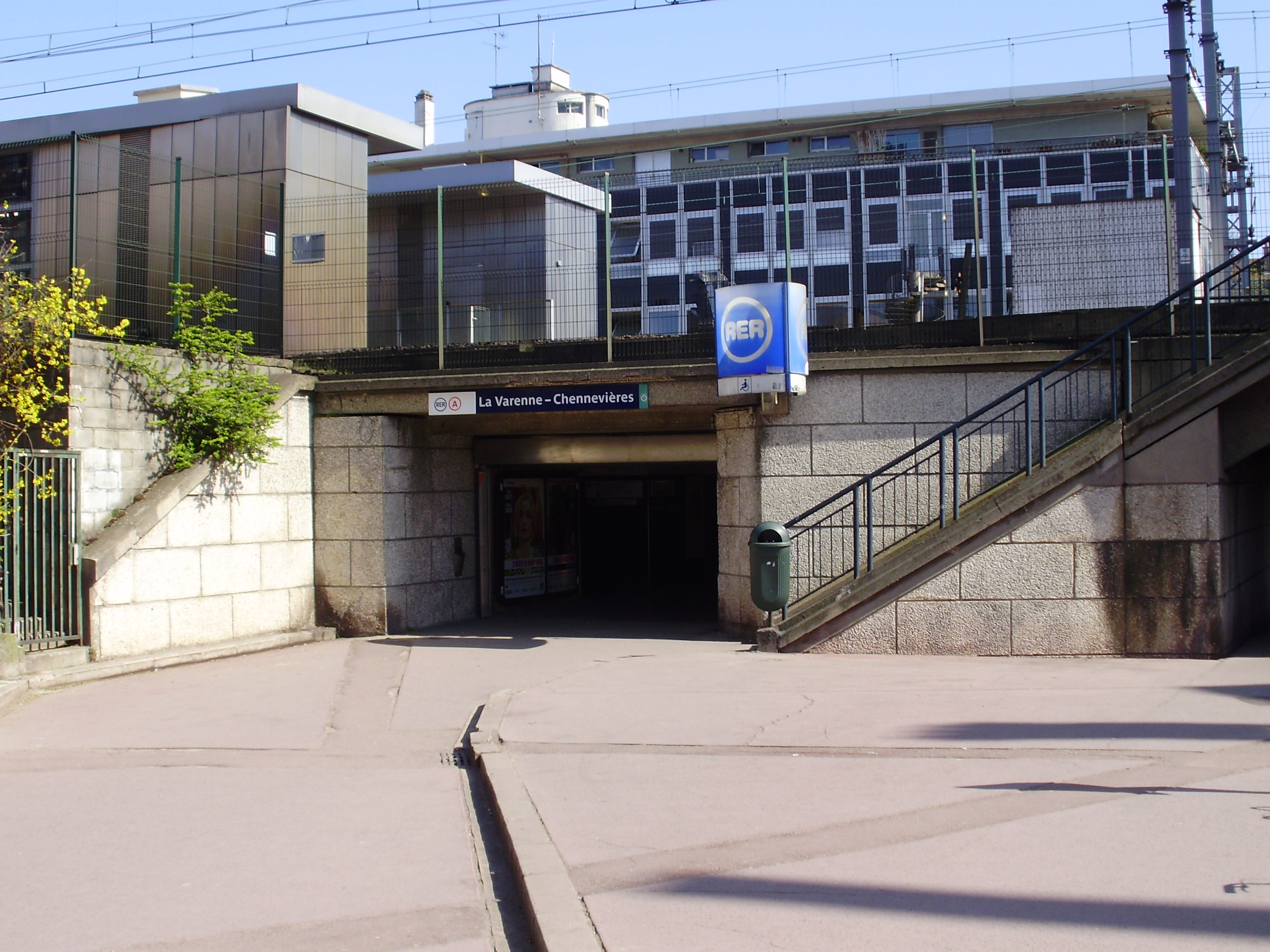
车站西北的入口（巴克街入口）
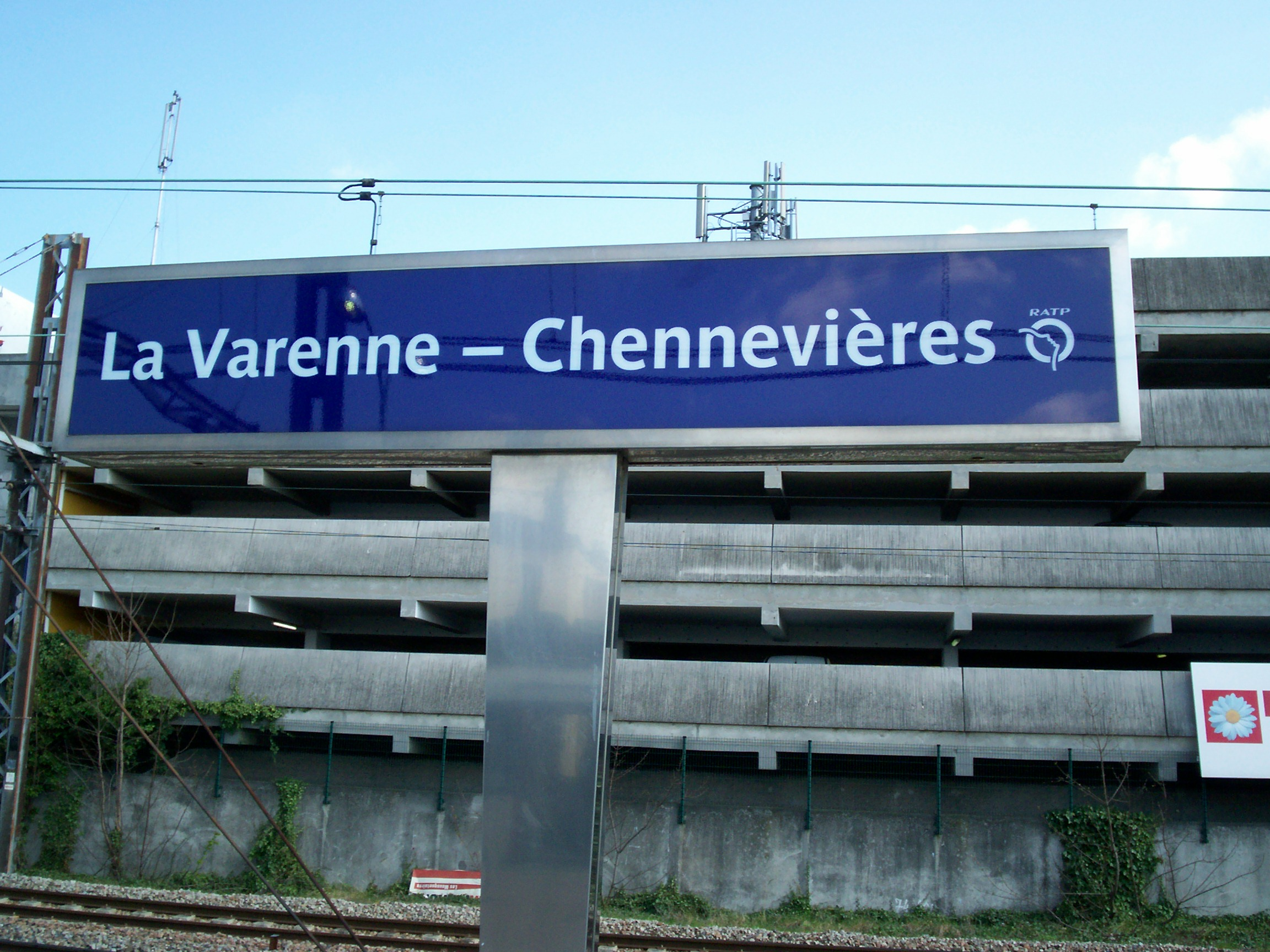
站台的站牌